# Eupithecia infestata
Eupithecia infestata es una especie de polilla de la familia Geometridae. La especie fue descrita por primera vez por Charles Swinhoe habiendo sido descrita en 1890, con distribución endémica en las Montañas Khasi de India. Un sintipo fue descrito a poca distancia de Cherrapunji. Es una polilla pequeña, con una envergadura de 21 milímetros (0,8 plg).